# Brasão de armas do Togo

Brasão de armas do Togo

O brasão de armas do Togo foi adoptado em 14 de Março de 1962.
No brasão, existem dois leões vermelhos, que simbolizam a bravura do povo. O arco e a flecha significam o apelo a todos os cidadãos de modo a ficarem activos na defesa da liberdade do país. Entre os leões, um escudo com as letras douradas RT, que é a sigla de République Togolaise (República Togolesa, em francês).
Na parte superior, estão patentes duas bandeiras do Togo sobreposta por um listel onde está a inscrição "Union, Paix, Solidarite" (Unidade, Paz, Solidariedade, em francês). Anteriormente estava inscrito "Travail, Liberté, Patrie" (Trabalho, Liberdade, Pátria, em francês).